# بتسون (تگزاس)

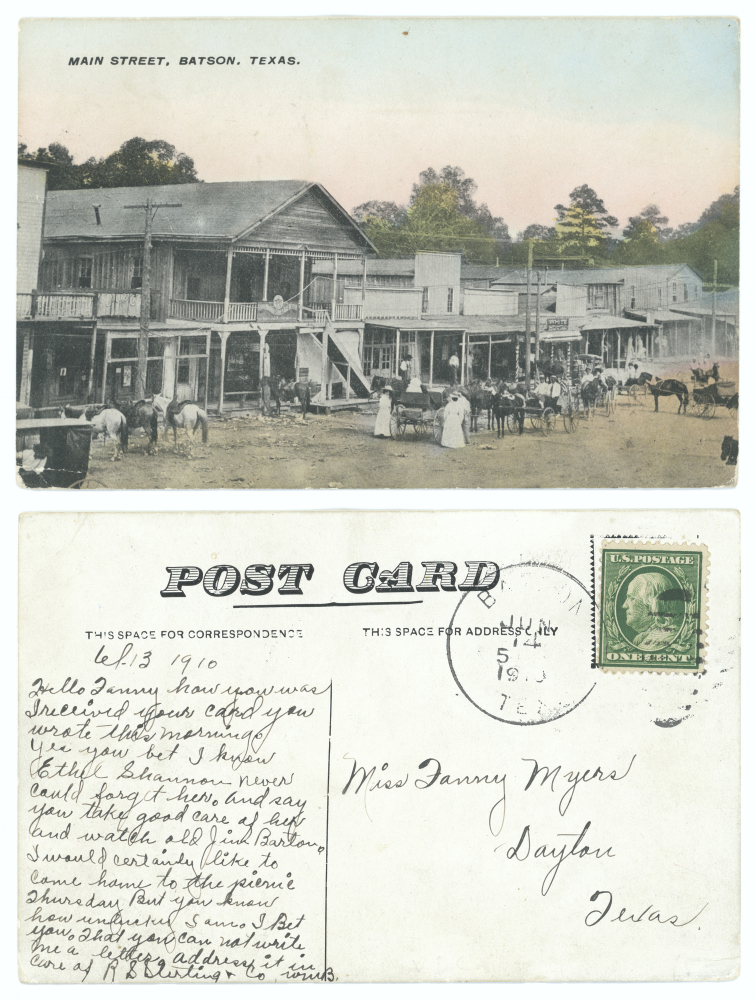
خیابان اصلی سیرکا۱۹۱۰.

بتسون، تگزاس (انگلیسی: Batson, Texas)یک محدوده ثبت نشده در کنار شاهراه اتوبان ایالتی ۱۰۵ در جنوب غربی شهرستان هاردین، تگزاس از ایالات متحده آمریکا واقع شده‌است. این مکان بخشی از بومانت، تگزاس و منطقه آماری کلان‌شهری پورت آرتر، تگزاس است.